# El emperador Taizong recibiendo al emisario tibetano

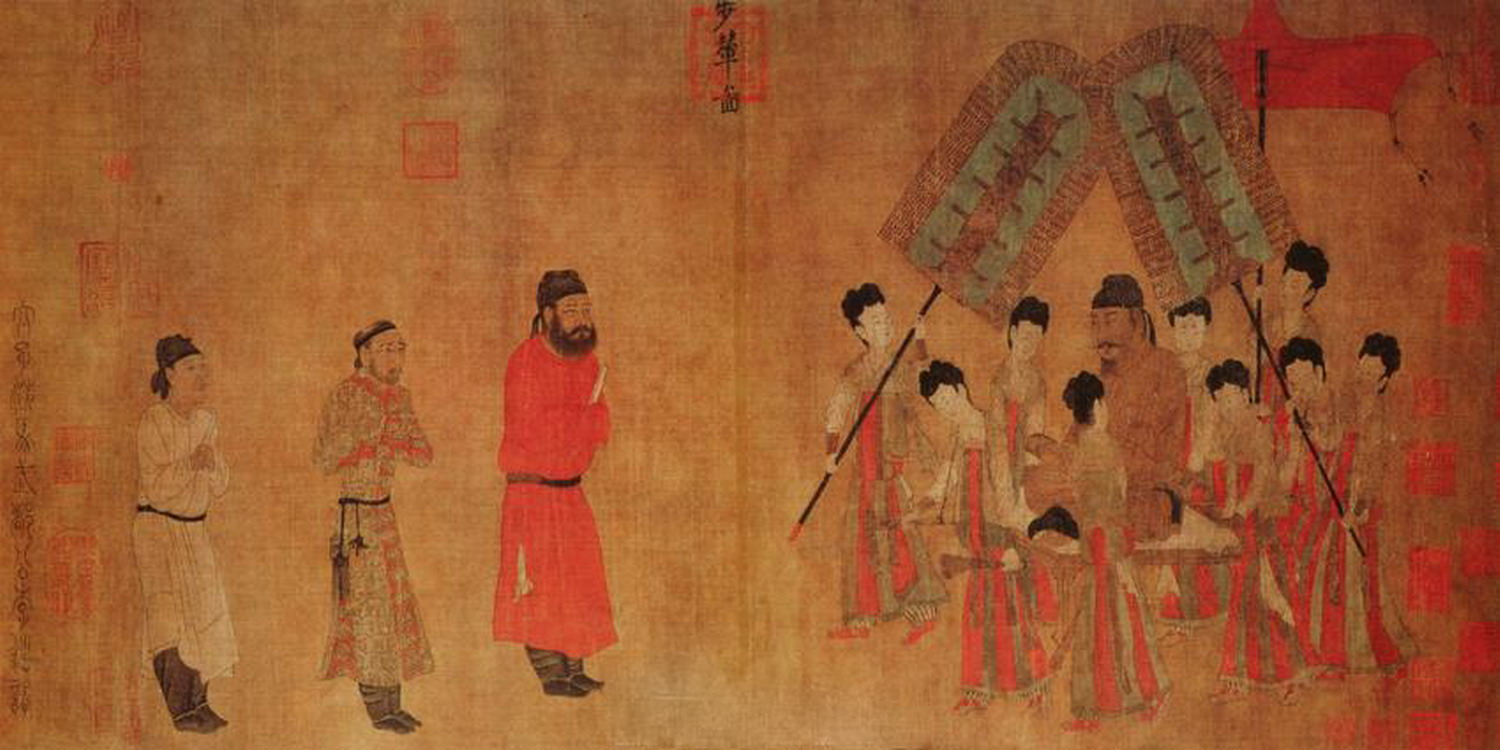
Bùniǎn Tú

El emperador Taizong recibiendo al emisario tibetano (también llamado 步辇图, Bùniǎn Tú) es una pintura hecha sobre seda realizada por Yan Liben para mostrar el encuentro amistoso entre la dinastía Tang y el reino de Tíbet. La pintura mide 129 centímetros (51 pulg.) de largo por 38.5 centímetros (15.2 pulg.) de ancho. Bùniǎn Tú está guardada en El Museo de Palacio de la Ciudad Prohibida, en Pekín (China).
Como es el caso de otras pinturas chinas tempranas, el rollo conservado en Pekín no deja de ser, probablemente, una copia fiel y posterior del original de Yan Liben, quizás de tiempos de la dinastía Song; sin embargo, lo que es seguro es que los sellos de los coleccionistas imperiales y comentarios añadidos muestran que fue una pintura muy valorada desde, por lo menos, el principio del siglo XIV.

## Contexto
En el siglo VII, el reino de Tíbet empezó a fortalecerse. En el año 634, Songtsän Gampo envió un emisario a Chang'an, la capital de la dinastía Tang, para proponer un matrimonio. El emperador Taizong de Tang aceptó la propuesta y decidió darle en matrimonio a su hija, la Princesa Wencheng. En el 641, Gar Tongtsen Yülsung (祿東贊), el Primer ministro de Songtsän Gampo, fue a Chang'an para acompañar a la princesa de vuelta al Tíbet. La princesa llevó consigo muchas semillas vegetales, té, libros y artesanía que tuvieron un papel muy importante en el posterior desarrollo cultural y económico de la cultura tibetana.

## Personajes en la pintura
El emperador está sentado en una silla de manos rodeado por sus sirvientas, que llevan grandes abanicos y un dosel. El emperador mira compuesto y tranquilo. A la izquierda, la persona de rojo es un oficial de la corte real que hace la presentación del emisario que se mantiene aparte, con el semblante serio e intimidado. La persona detrás es un intérprete.